# 波止場町 (曲)
『波止場町』（はとばまち）は、1972年4月5日に発売された森進一の23枚目のシングル。

## 解説
- 歌詞中には函館・横浜・高松・鹿児島の4つの波止場町が登場する他、差別用語である「めくら」が含まれている。

## 収録曲
- 両楽曲共に、作詞：阿久悠／作曲：猪俣公章

1. 波止場町（4分10秒）
編曲：猪俣公章
2. 夏子ひとり（3分41秒）
編曲：宮川泰

## カヴァー
波止場町
- 藤圭子 - 1973年のアルバム『遠くへ行きたい「演歌の旅」』収録。
- 天童よしみ - 1999年のアルバム『天童節の源流 負けへんで!』収録。